# DBX2
DBX2‏ (Developing brain homeobox 2) هوَ بروتين يُشَفر بواسطة جين DBX2 في الإنسان.